# Sonaguera

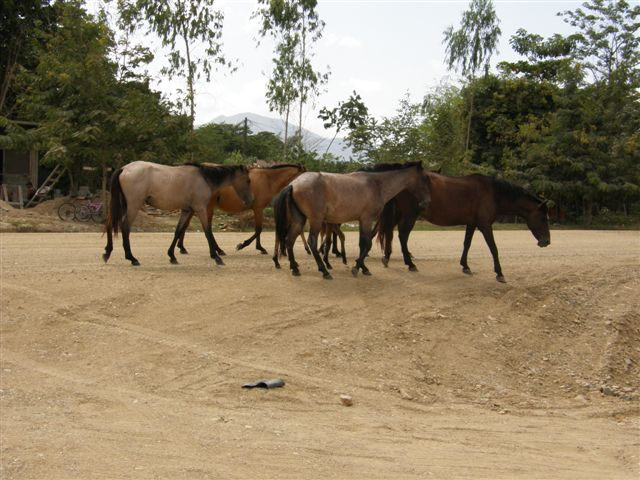
Sonaguera Landschaft

Sonaguera ist eine Gemeinde im Norden Honduras. Sie liegt im Departamento Colón. In Sonaguera leben 12.033 Menschen (Stand 2005).

## Geschichte
Sonaguera wurde 1791 gegründet. Das Leben in Sonaguera ist von der Landwirtschaft geprägt. In der Region wachsen verschiedene Orangensorten. Am 23. September jeden Jahres findet in Sonaguera das Nationale Apfelsinenfestival statt.

## Söhne und Töchter des Ortes
- Danilo Turcios (* 1978), Fußballspieler